# تاشتونگن
تاشتونگن (به آلمانی: Tastungen) یک شهر در آلمان است که در آیشسفلد واقع شده‌است. تاشتونگن ۲۷۰ نفر جمعیت دارد.